# Eminovci
Eminovci falu Horvátországban, Pozsega-Szlavónia megyében. Közigazgatásilag Jakšićhoz tartozik.

## Fekvése
Pozsegától légvonalban 4, közúton 5 km-re északkeletre, községközpontjától 2 km-re nyugatra, Szlavónia középső részén, a Pozsegai-medencében, Pozsega és Svetinja között fekszik. 

## Története
A település régi lehet, de a középkorból nem maradt adat róla. A környék településeivel együtt 1537-ben foglalta el a török. A török korban a katolikus horvátok lakták. 1687-ben szabadult fel a török uralom alól. 1698-ban „Eminovczi” néven 11 portával szerepel a török uralom alól felszabadított szlavóniai települések összeírásában.  Ez egyben a település első írásos említése. 1702-ben 11, 1730-ban 13 ház állt a településen. Kezdetben kamarai birtok volt, de 1745-ben már a velikei uradalomhoz tartozott. 1751-ben egy Szent Kozma és Damján vértanúk tiszteletére szentelt kápolnát említenek itt, de a későbbi forrásokban már nem találjuk. A németek betelepítése már 1777-ben megkezdődött és hamarosan a teljes lakosság felét ők alkották. A település német része a század végére elkülönült a horvát résztől. Az 1792-es egyházi vizitáció a település német részén 99 katolikus háztartást, a horvát részen 82 katolikus és 13 ortodox háztartást jegyzett fel.
Az első katonai felmérés térképén „Dorf Eminovczi”néven látható. Lipszky János 1808-ban Budán kiadott repertóriumában „Német-Eminócz”, illetve „Rácz-Eminócz” néven szerepel.  Nagy Lajos 1829-ben kiadott művében „Németh-Eminócz” 9 házzal, 50 katolikus vallású lakossal „Rátz-Eminócz” 18 házzal, 110 katolikus és 9 ortodox vallású lakossal szerepel. 
1857-ben 133, 1910-ben 312 lakosa volt. 1910-ben a népszámlálás adatai szerint lakosságának 80%-a horvát, 8%-a szerb, 6%-a német, 4%-a magyar anyanyelvű volt. Pozsega vármegye Pozsegai járásának része volt. Az első világháború után 1918-ban az új szerb-horvát-szlovén állam, majd később (1929-ben) Jugoszlávia része lett. A második világháború idején a német lakosságot a partizánok elüldözték. 1991-ben lakosságának 82%-a horvát, 11%-a szerb nemzetiségű volt. A településnek 2011-ben 640 lakosa volt. A településen közösségi ház, bolt, sportpálya található.

## Lakossága
| Lakosság változása | Lakosság változása | Lakosság változása | Lakosság változása | Lakosság változása | Lakosság változása | Lakosság változása | Lakosság változása | Lakosság változása | Lakosság változása | Lakosság változása | Lakosság változása | Lakosság változása | Lakosság változása | Lakosság változása | Lakosság változása |
| ------------------ | ------------------ | ------------------ | ------------------ | ------------------ | ------------------ | ------------------ | ------------------ | ------------------ | ------------------ | ------------------ | ------------------ | ------------------ | ------------------ | ------------------ | ------------------ |
| 1857               | 1869               | 1880               | 1890               | 1900               | 1910               | 1921               | 1931               | 1948               | 1953               | 1961               | 1971               | 1981               | 1991               | 2001               | 2011               |
| 133                | 154                | 165                | 236                | 270                | 312                | 313                | 296                | 328                | 330                | 357                | 553                | 597                | 654                | 714                | 640                |

## Nevezetességei
Római katolikus kápolnáját 1938-ban építették, 1998-ban megújították. 2006-ban a régi mellett új kápolna építésébe kezdtek. 